# تداعی معانی
تداعی معانی (انگلیسی: associative memory)، فرایند ربط رخدادها و به یاد آوردن رخدادی دیگر است.

## تداعی معانی
در این فرایند ربط دادن رخدادها به نحوی است که یادآوری یکی از آنها خود به خود رخدادهای دیگر را به یاد بیاورد.
 این به یاد آوردن به رابطه بین اشیا یا مفاهیم  مختلف می‌پردازد. مانند شباهت نام و چهره و بو و غیره. یاد آوردن یک ساختار حافظه اعلامی و مبتنی بر اپیزودیک است.

## ساختار
ساختارهای عصبی آناتومیکی که تداعی معانی را کنترل می‌کنند در لوب گیجگاهی داخلی و نواحی قشری مرتبط با عملکرد است. مکان‌های اصلی هیپوکامپ و ساختارهای اطراف آن یعنی قشر آنتورینال، پریرینال و پاراهیپوکامپ است. اخیراً، شبکه جداری-هیپوکامپ به عنوان یک مدار کلیدی برای تداعی معانی شناسایی شده‌است انسان‌هایی که ضایعات لوب گیجگاهی داخلی بزرگی دارند، در حافظه تشخیص انواع مختلف محرک‌ها دچار اختلال هستند.